# Vila Nova de Famalicão
Vila Nova de Famalicão és un municipi portuguès, situat al districte de Braga, a la regió del Nord i a la Subregió de l'Ave. L'any 2001 tenia 127.567 habitants. Es divideix en 49 freguesies. Llimita al nord amb Braga, a l'est amb Guimarães, al sud amb Santo Tirso i Trofa, a l'oest amb Vila do Conde i Póvoa de Varzim i al nord-oest amb Barcelos. Fou cret el 1835 pel desmembrament del municipi de Barcelos.
| Població del concelho de Vila Nova de Famalicão (1849 – 2004) | Població del concelho de Vila Nova de Famalicão (1849 – 2004) | Població del concelho de Vila Nova de Famalicão (1849 – 2004) | Població del concelho de Vila Nova de Famalicão (1849 – 2004) | Població del concelho de Vila Nova de Famalicão (1849 – 2004) | Població del concelho de Vila Nova de Famalicão (1849 – 2004) | Població del concelho de Vila Nova de Famalicão (1849 – 2004) | Població del concelho de Vila Nova de Famalicão (1849 – 2004) |
| ------------------------------------------------------------- | ------------------------------------------------------------- | ------------------------------------------------------------- | ------------------------------------------------------------- | ------------------------------------------------------------- | ------------------------------------------------------------- | ------------------------------------------------------------- | ------------------------------------------------------------- |
| 1849                                                          | 1900                                                          | 1930                                                          | 1960                                                          | 1981                                                          | 1991                                                          | 2001                                                          | 2004                                                          |
| 27023                                                         | 33978                                                         | 43561                                                         | 79250                                                         | 106508                                                        | 114338                                                        | 127567                                                        | 131690                                                        |

## Freguesies
| - Abade de Vermoim - Antas (Vila Nova de Famalicão) - Ávidos - Bairro - Bente - Brufe (Vila Nova de Famalicão) - Cabeçudos - Calendário (Vila Nova de Famalicão) - Carreira - Castelões - Cavalões - Cruz - Delães - Esmeriz - Fradelos - Gavião (Vila Nova de Famalicão) - Gondifelos - Jesufrei - Joane - Lagoa - Landim - Lemenhe - Louro - Lousado | - Mogege - Mouquim - Nine - Novais - Outiz - Pedome - Portela - Pousada de Saramagos - Requião - Riba de Ave - Ribeirão - Ruivães - Santa Eulália de Arnoso - Santa Maria de Arnoso - Santa Maria de Oliveira - São Cosme do Vale - São Martinho do Vale - São Mateus de Oliveira - São Miguel de Seide - São Paio de Seide - Sezures - Telhado - Vermoim - Vila Nova de Famalicão - Vilarinho das Cambas |